# Ochetostoma stuhlmanni
Ochetostoma stuhlmanni är en djurart som tillhör fylumet skedmaskar, och som först beskrevs av Fischer 1892.  Ochetostoma stuhlmanni ingår i släktet Ochetostoma och familjen Echiuridae. Inga underarter finns listade i Catalogue of Life.